# Паулина Фијалкова
Паулина Фијалкова (слч. Paulína Fialková; Брезно, 25. октобар 1992. је словачка биатлонка, која је представљала Словачку на Зимским олимпијским играма 2014. у Сочију и 2018. у Пјонгчангу. Чланица је клуба Дукла из Банске Бистрице.
Њени највећи успеси биле су 3 медаље освојене на Зимској универзијади 2015. у Осрбљу. На Зимским олимпијским играма најбољи пласман је имала 5. место појединачно 2018. у Пјонгчангу.
На светским првенствима до сада је учествовала 5 пута, а најбољи пласман имала је са женском штафетом када су три пута биле осме, а самостално на последњем 2017.  12 место у потери.

## Значајнији резултати

### Олимпијске игре
| Такмичење       | Појединачно | Спринт | Потера | Мас. старт | Штафета | Меш. штафета |
| --------------- | ----------- | ------ | ------ | ---------- | ------- | ------------ |
| 2014. Сочи      | –           | 72.    | –      | –          | 14.     | –            |
| 2018. Пјонгчанг | 5.          | 11.    | 38.    |            |         |              |

### Светско првенство
| Такмичење         | Појединачно | Спринт | Потера | Мас. старт | Штафета | Меш. штафета |
| ----------------- | ----------- | ------ | ------ | ---------- | ------- | ------------ |
| 2012. Руполдинг   | —           | 86.    | —      | —          | 8.      | —            |
| 2013. Нове Мјесто | —           | 55     | 53     | —          | 8       | —            |
| 2015. Контиолахти | 53.         | 89.    | —      | —          | 19.     | 17.          |
| 2016. Осло        | 76.         | 49.    | 23.    | —          | 14.     | 17.          |
| 2017. Хохфилцен   | 27.         | 31.    | 12.    | 10.        | 8.      | 12.          |

### Светски куп
- Најбољи генерални пласман : 31.  2017.
- Набољи појединачни пласман : 5.

| Сезона   | Генерално | Генерално | Генерално | Спринт | Спринт | Спринт  | Потера | Потера | Потера   | Појединачно | Појединачно | Појединачно | Мас. старт | Мас. старт | Мас. старт |
| Сезона   | Трке      | Бодови    | Пласман   | Трке   | Бодови | Пласман | Трке   | Бодови | Пласман> | Трке        | Бодови      | Пласман     | Трке       | Бодови     | Пласман    |
| -------- | --------- | --------- | --------- | ------ | ------ | ------- | ------ | ------ | -------- | ----------- | ----------- | ----------- | ---------- | ---------- | ---------- |
| 2013/14. | 9/22      | 48        | 61.       | 6/9    | 48     | 52.     | 2/8    | —      | —        | 1/2         | —           | —           | 0/3        | —          | —          |
| 2014/15. | 13/25     | 22        | 74.       | 8/10   | 13     | 72.     | 2/7    | 7      | 73.      | 3/3         | 2           | 68.         | 0/5        | —          | —          |
| 2015/16  | 16/25     | 201       | 35.       | 6/9    | 31     | 61.     | 5/8    | 93     | 28.      | 3/3         | 36          | 26.         | 2/5        | 41         | 32.        |
| 2016/17. | 18/26     | 292       | 31.       | 8/9    | 79     | 39.     | 6/9    | 141    | 25.      | 2/3         | 14          | 53.         | 2/5        | 58         | 28.        |
| 2017/18. |           |           |           |        |        |         |        |        |          | 2/2         | 44          | 15.         |            |            |            |